# Folientunnel

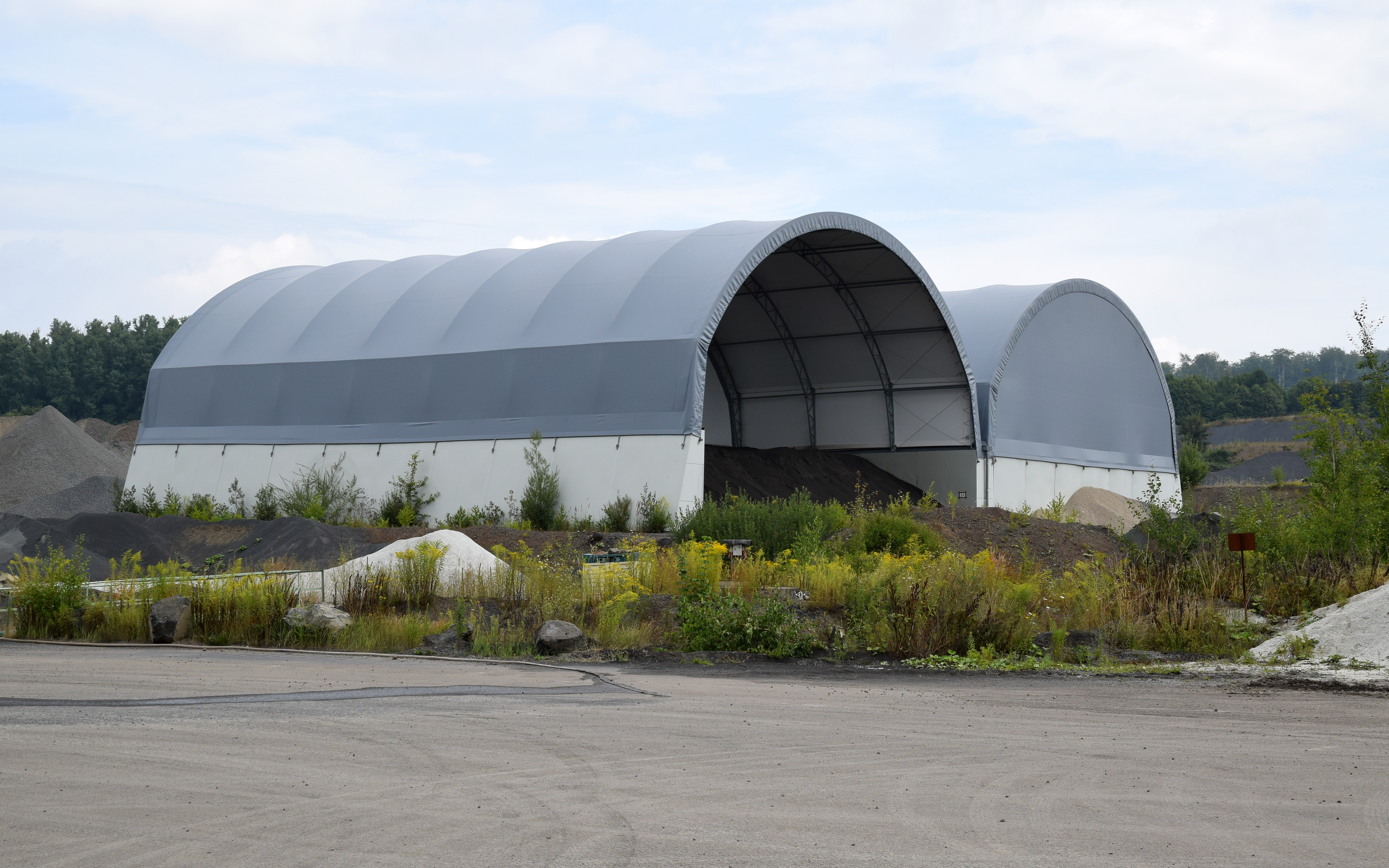
Folientunnel als Lagerhallen eines Basaltwerks in Dreihausen (Ebsdorfergrund)

Als Folientunnel werden Hallenbauten bezeichnet, die meist aus einem Gerüst (einfache gebogene Stahlrohre oder Stahlfachwerksysteme) und einer Folienbespannung bestehen. Entstanden sind sie im Irak um Tomaten anzubauen.
Folientunnel werden im Gewerbe beziehungsweise in der Industrie als Lagerhallen, Maschinenhallen oder Mehrzweckhallen verwendet. In der Landwirtschaft finden sie als Stallungen, Heulager oder Strohlager Einsatz; auch als Reithallen werden sie verwendet.
Folientunnel werden auch als Leichtbauhallen, Cover-Halls, Systemhallen oder Folienhallen bezeichnet und aufgrund ihrer Folieneindachung oft mit Zeltbauten verwechselt. Von diesen unterscheiden sie sich jedoch dadurch, dass sie denselben gesetzlichen Auflagen wie Massivbauten oder Fertigteilbauten entsprechen müssen.
Im Gartenbaubereich wird ein Folientunnel auch als kostengünstiges Gewächshaus benutzt. Die runden Bögen aus Stahl werden mit einer speziellen Gewächshausfolie bespannt. Im Erdbeeranbau wird diese Methode zur Verfrühung auch mit sogenannten Wandertunneln benutzt. Sie sind relativ schnell auf- und wieder abgebaut.